# Aliovita
Aliovita (em armênio/arménio: Աղիովիտ; romaniz.: Ałiovit), segundo a Geografia de Ananias de Siracena (século VII), foi um gavar (cantão) da província de Turuberânia, no Reino da Armênia.

## Nome
O topônimo Aliovita é formado por ałi, "sal", e hovit, "vale", o que indica que seu nome significa "vale de sal". Recebeu seu nome do rio Dali (antigo Ali) que fluiu por essa região.

## História
Aliovita estava localizado junto à margem nordeste do lago de Vã. Compreendendo uma área de 1 575 quilômetros quadrados, originalmente fazia parte de Apaúnia. Sua principal cidade se chamava Archexe, mas nela também se localizava a cidade real de Zarixata e os pesqueiros de Arreste pertencentes à dinastia arsácida da Armênia. Aparentemente, os Genúnios adquiriram o distrito após a extinção da monarquia na Armênia em 428. Em 591, o imperador Maurício recebeu vastas porções da Armênia sassânida em compensação da ajuda militar prestada ao xainxá Cosroes II (r. 590–628). A nova fronteira passou por Aliovita, dividindo-o em duas metades: a metade ocidental foi incorporada na província bizantina da Armênia Interior e mais tarde pertenceria à família Cajeberuni, enquanto a porção oriental permaneceu na Vaspuracânia sob controle dos Genúnios. Essa divisão explica o motivo de Aliovita constar como parte dos distritos da Turuberânia e/ou Vaspuracânia a depender do manuscrito da Geografia de Ananias de Siracena. No século X, Tomás Arzerúnio atestou que o distrito ainda existia como um dos domínios arzerúnidas.